# 托尼·约翰逊 (赛艇运动员)
托尼·约翰逊（英語：Tony Johnson，1940年11月16日—），美国男子赛艇运动员。他曾代表美国参加1964年和1968年夏季奥林匹克运动会赛艇比赛，其中1968年奥运会获得一枚银牌。